# Szum (miasto)
Szum (fr. Choum) – miasto w północnej Mauretanii w dolinie Wadi az-Zahab w regionie administracyjnym Adrar niedaleko granicy z Saharą Zachodnią, mieszka tu ok. 5000 mieszkańców. Miasto wyrosło jako przystanek na trasach karawan kupieckich zmierzających tędy w ramach handlu transsaharyjskiego. Szum podupadł wraz z samym handlem. W 1977 roku miasto zaatakowały oddziały francuskie jako domniemaną bazę rebeliantów z frontu Polisario, walczącego o niepodległość Sahary Zachodniej. Wokół miasta wciąż widoczne są fortyfikacje z tamtego okresu.
Szum jest obecnie jedną ze stacji na trasie kolei mauretańskiej, łączącej kopalnie żelaza w Zuwiracie z portem w Nawazibu. Jest to ważny węzeł komunikacyjny zapewniający łączność północnej Mauretanii (regionu Tiris Zammur) ze stolicą kraju Nawakszutem. Przez Szum często przejeżdżają także turyści, udający się z Nawazibu do Ataru i dalej do zabytkowych miast Szinkit i Wadan.